# 25 Pułk Piechoty (LWP)
25 pułk piechoty (25 pp) – oddział piechoty ludowego Wojska Polskiego.

## Formowanie i zmiany organizacyjne
Pułk został sformowany w Rzeszowie na podstawie rozkazu Naczelnego Dowództwa WP z 6 października 1944, w oparciu o etat radzieckiego pułku piechoty nr 04/501. Wchodził w skład 10 Sudeckiej Dywizji Piechoty z 2 Armii WP.
Zaprzysiężenia dokonano 14 stycznia 1945 w Rzeszowie. Sztandar pułkowy ufundowała ludność powiatu Bystrzyca.
W okresie od 1945 do marca 1946 jednostka stacjonowała w Jeleniej Górze przy ul. Pobożnego (koszary Huberta), a do 1949 we Wrocławiu przy ul. Koszarowej i Obornickiej.
W wyniku przeformowania 10 Dywizji Piechoty w dywizję pancerną rozkazem dowódcy OW Śląsk Nr 00158/Org. z 16 kwietnia 1949, w terminie do 15 maja 1949 pułk został rozformowany.

## Struktura organizacyjna
- dowództwo i sztab
- trzy bataliony piechoty
- dwie kompanie fizylierów
- bateria armat 76 mm
- bateria armat przeciwpancernych 45 mm
- bateria moździerzy 120 mm
- kompania przeciwpancerna
- kompania rusznic przeciwpancernych
- kompania łączności
- kompania sanitarna
- kompania transportowa
- plutony: zwiadu konnego, zwiadu pieszego, saperów, obrony pchem, żandarmerii

Razem: żołnierzy 2915 (w tym oficerów – 276, podoficerów 872, szeregowców – 1765).
Sprzęt: 4 armaty polowe 76 mm, 12 armat przeciwpancernych 45 mm, 8 moździerzy 120 mm, 27 moździerzy 82 mm, 18 moździerzy 50 mm, 66 rusznic przeciwpancernych, 54 ciężkie karabiny maszynowe, 162 ręczne karabiny maszynowe.

## Działania bojowe
W czasie forsowania Nysy walczył w składzie 10 Dywizji Piechoty i osłaniał prawe skrzydło 2 Armii WP. Następnie dokonał zwrotu zaczepnego na południe, został podporządkowany 7 DP i bił się pod Rietschen. Brał udział w walkach nad Szprewą pod Boxbergiem i w rejonie Spreefurtu. Zakończył wojnę na terenie Czechosłowacji uczestnicząc w operacji praskiej.
|  |  |  |  |

|  |  |

## Żołnierze pułku
Dowódcy pułku
- ppłk Paweł Muzolf (29 września - 10 października 1944)
- ppłk Wiktor Andrejew (10 października 1944 - 26 kwietnia 1945)
- ppłk Jan Komar (ACz) (27 kwietnia 1945)[4]

Kawalerowie Orderu Virtuti Militari
1. chor. Piotr Baziuk
2. plut. Jakub Błażejewski
3. chor. Eugeniusz Brykman
4. ppor. Czesław Chabura
5. por. Zbigniew Chłodnicki
6. ppłk Jan Komar
7. kpr. pchor. Henryk Leśny
8. ppor. Stefan Maniewski
9. kpr. Jan Matuszkiewicz
10. plut. pchor. Tadeusz Radecki
11. szer. Henryk Steiner
12. st. strz. Jan Żmuda

## Przekształcenia
1. 40 pułk piechoty → 40 zmotoryzowany pułk piechoty → 40 pułk zmechanizowany[d] → 25 pułk zmechanizowany → 23 Śląska Brygada Obrony Terytorialnej → 19 batalion Obrony Terytorialnej → Oddział specjalny Żandarmerii Wojskowej → Jednostka Wojskowa AGAT
2. 25 pułk piechoty↘ rozformowany w 1949